# Tazart
Tazart, aussi appelée Tazzert, est une commune rurale de la province d'Al Haouz, dans la région de Marrakech-Safi, au Maroc. Elle ne dispose pas de centre urbain. Son chef-lieu est un village du même nom.
La commune rurale de Tazart est le chef-lieu du caïdat portant le même nom, lui-même situé au sein du cercle de Touama. 

## Historique
La commune de Tazart créée en 1959, fait partie des 763 premières communes qui ont été formées lors du premier découpage communal qu'a connu le Maroc, elle se trouvait dans la province de Marrakech, précisément dans le cercle des Aït Ourir.
Avant le dernier décret datant de 2010, relatif à l'organisation territorial de la province d'Al Haouz, la commune de Tazart se trouvait toujours dans le caïdat de Tazart mais au sein du cercle d'Aït Ourir. À partir de 2010, Tazart est située dans le caïdat de Tazart, relevant du cercle de Touama.

## Démographie
Elle a connu, de 1994 à 2004 (années des derniers recensements), une hausse de population, passant de 14 156 à 14 583 habitants.

## Administration et politique
La commune de Tazart dispose d'un centre de santé communal dans son chef-lieu et de trois dispensaires ruraux dans les douars d'Anzal, d'Ihrissane et Tizal Aït Abdellah.